# Утраченные городские ворота Кёнигсберга
Кроме семи городских ворот, сохранившихся до сих пор, в Кёнигсберге были и другие ворота, ныне утраченные.

## Зелёные ворота
Зелёные ворота — здание с круглой аркой в городе Кёнигсберг, через которую осуществлялся проход от Зелёного моста по Длинному переулку. Зелёные ворота были снесены в 1864 году для расширения проезда.

## Трагхаймские ворота
Трагхаймские ворота располагались в районе Ганза Платц. Они были снесены в 1910 году, после того, как оборонительные сооружения второго обвода устарели, утратили оборонную значимость и были проданы городу военным ведомством.

## Штайндаммские ворота
Штайндаммские ворота (нем. Steindammer Tor) были расположены в Кёнигсберге на Каменной плотине и артериальной дороге в Пиллау. Они были снесены в 1912 году.

## Холлэндербаумские ворота
Эти ворота находились в районе перекрёстка нынешних улицы Генерала Буткова и набережной Маршала Баграмяна, рядом с двухъярусным мостом через Преголю. Ворота получили название по району, в котором они были расположены (Холлэндербаум, «голландское дерево»). Рядом находилась железнодорожная станция с таким же названием. Ворота были снесены в начале XX века.